# 四季劇場［夏］
四季劇場［夏］（しきげきじょう［なつ］、英語：The Shiki Theatre Natsu）は、東京都品川区広町にあった劇場。

## 概要
2009年5月まで『ミュージカル・CATS』を興行していた東京都品川区東五反田の「キャッツ・シアター」の閉鎖が決定された後、全国で10番目の四季専用劇場を大井町駅前の品川区所有地に建設することが決まった。建設費は20億円。完成は2010年春で、杮落とし公演は同年7月11日開幕の「美女と野獣」で、閉館公演は「ライオンキング」。
2013年4月開幕の「リトルマーメイド」より、劇場名が『積水ハウスミュージカルシアター四季劇場［夏］』となった。
2017年7月「ライオンキング」上演。
2018年8月に新しい「キャッツ・シアター」が隣接され、同地でも『CATS』が上演されている。
大井町地区の再開発（「OIMACHI TRACKS」を参照）に伴い、2021年6月12日に閉館した。『ライオンキング』は引き続き、有明地区に開業した有明ガーデン内に開設された『有明四季劇場』で同年9月より続演される。

## 上演記録
- 美女と野獣（2010年7月11日 - 2013年1月27日）
- リトルマーメイド（2013年4月7日 - 2017年4月9日）
- ライオンキング（2017年7月16日 - 2021年6月12日）[4]

## アクセス
- JR京浜東北線・東急大井町線・東京臨海高速鉄道りんかい線『大井町駅』下車、徒歩3分